# The Loneliest Time
The Loneliest Time è il sesto album in studio della cantante canadese Carly Rae Jepsen, pubblicato il 21 ottobre 2022.

## Accoglienza
| Recensione           | Giudizio |
| -------------------- | -------- |
| AllMusic             |          |
| Clash                | 6/10     |
| DIY                  |          |
| Entertainment Weekly | B+       |
| musicOMH             |          |
| NME                  |          |
| Pitchfork            | 6,5/10   |
| Rolling Stone        |          |
| Slant Magazine       |          |
| The A.V. Club        | B        |
| The Daily Telegraph  |          |

The Loneliest Time ha ottenuto recensioni  positive da parte dei critici musicali. Su Metacritic, sito che assegna un punteggio normalizzato su 100 in base a critiche selezionate, l'album ha ottenuto un punteggio medio di 79 basato su diciassette recensioni.

## Tracce
1. Surrender My Heart – 2:48 (Carly Rae Jepsen, Imad Royal, Max Hershenow)
2. Joshua Tree – 2:29 (Jepsen, Tavish Crowe, Luke Nicolli)
3. Talking to Yourself – 2:53 (Jepsen, Simon Wilcox, Benjamin Berger, Ryan Rabin)
4. Far Away – 2:59 (Jepsen, Crowe, Nathan Jenkins)
5. Sideways – 2:16 (Jepsen, Jay Stolar, John Hill, Palmer)
6. Beach House – 2:30 (Jepsen, Nate Cyphert, Alex Hope)
7. Bends – 3:15 (Jepsen, Crowe, Jenkins)
8. Western Wind – 3:45 (Jepsen, Rostam Batmanglij)
9. So Nice – 3:39 (Jepsen, Cyphert, Kyle Shearer)
10. Bad Thing Twice – 3:13 (Jepsen, Stolar, Hill, Palmer)
11. Shooting Star – 3:19 (Jepsen, Jared Solomon, Danny Silberstein)
12. Go Find Yourself or Whatever – 4:44 (Jepsen, Batmanglij)
13. The Loneliest Time (feat. Rufus Wainwright) – 4:34 (Jepsen, Cyphert, Shearer)

## Classifiche
| Classifica (2022) | Posizione massima |
| ----------------- | ----------------- |
| Belgio (Fiandre)  | 180               |
| Belgio (Vallonia) | 180               |
| Canada            | 18                |
| Giappone          | 52                |
| Irlanda           | 61                |
| Nuova Zelanda     | 37                |
| Regno Unito       | 16                |
| Spagna            | 94                |
| Stati Uniti       | 19                |